# 1641 Tana
1641 Tana este un asteroid din centura principală, descoperit pe 25 iulie 1935, de Cyril Jackson.